# Gabriel Suovanen

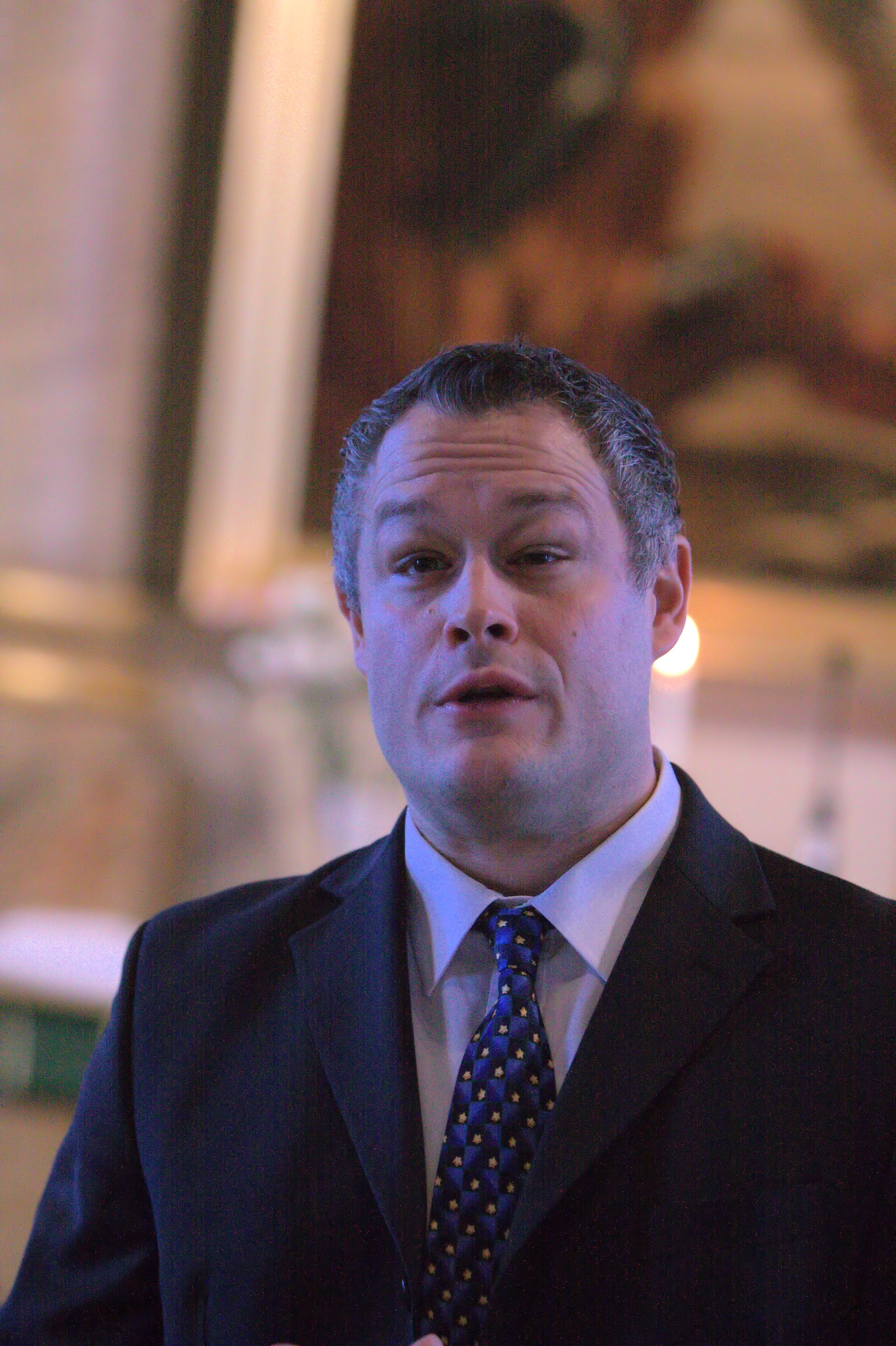
Gabriel Suovanen.

Gabriel Eerikki Suovanen, född 8 februari 1974 i Stockholm, är en svensk operasångare (baryton). 
Suovanen, som är av finländsk härstamning, gick i musikklass i Stockholm och studerade därefter vid Sibelius-Akademin 1993–1994 och vid Operahögskolan i Stockholm 1997. Han segrade i Timo Mustakallio-tävlingen 1998 och tilldelades tredje pris i Mirjam Helin-tävlingen 1999. Han har uppträtt i Sverige, Danmark och Tyskland, bland annat som Don Giovanni vid Komische Oper Berlin 2002–2003. I Finland har han framträtt bland annat som Gustav i musikteatern Katrina 1997 och 1998, i titelrollen i operan Paavo Nurmi av Tuomas Kantelinen på Helsingfors Olympiastadion 2000, på Finlands nationalopera samt på Nyslotts operafestival. År 2006 utförde han titelrollen i Aulis Sallinens opera Kullervo i Bern, Schweiz. Han har spelat in bland annat sånger av Leevi Madetoja på skiva.